# Phan Lương Hảo
Phan Lương Hảo  (18 tháng 1 năm 1928 - ngày 21 tháng 7 năm 2003; bút danh: Lão Hương) là nhà viết kịch Việt Nam, quê quán tại Hà Tĩnh, được truy tặng Giải thưởng Nhà nước về Văn học Nghệ thuật năm 2012.

## Tiểu sử
Phan Lương Hảo sinh tại xã Đức Xá, Đức Thọ, Hà Tĩnh, vùng đất sản sinh nhiều văn nhân chí sĩ. Năm 1948, ông nhập ngũ và ở trong quân ngũ trọn chín năm trường kỳ kháng chiến của dân tộc. Xuất ngũ, ông về công tác ở Vụ Nghệ thuật của Bộ Văn hóa. Đến năm 1962, ông trở về quê, làm cán bộ nghiệp vụ Ty Văn hóa Nghệ Tĩnh và sau này là Sở Văn hóa Thể thao và Du lịch Hà Tĩnh cho đến ngày về hưu 1990.
Ông đã dành trọn cuộc đời còn lại cho hoạt động văn hóa văn nghệ. Ông là Hội viên Hội Nghệ sỹ sân khấu Việt Nam, ủy viên BCH Hội Văn học nghệ thuật Hà Tĩnh, Nghệ Tĩnh liên tục từ khóa I đến khóa IV.

## Sự nghiệp
Phan Lương Hảo là tác giả kịch bản nổi tiếng ở Hà Tĩnh. Ông là tác giả viết kịch dài duy nhất ở Hà Tĩnh suốt từ năm 1976 đến nay. Các tác phẩm của ông hầu hết khắc họa hình ảnh nhân vật lịch sử.
Trước những năm 70 của thế kỷ trước, sáng tác của ông chủ yếu là kịch ngắn, kịch thơ: Theo bóng nghĩa kỳ, Bóng ma lùi dần, Nối lại đường tơ, Mẹ con cô thủ kho, Chiếc cày ông Tư, Bên công sự, Trận địa mới, Gái Núi Nài, Gói quà...
Vở kịch dài đầu tiên của ông là Cô Tám. Vở này được đoàn kịch Hà Tĩnh dựng 1973, biểu diễn ở trong và ngoài tỉnh, được công chúng đón nhận tích cực. Tiếp sau đó, nhiều vở dài mới được liên tục ra mắt: Chiếc đồng hồ báo thức (1984), Khúc ca rừng vải (Sau đổi là Mai Thúc Loan 1985), Khúc hát rừng thông (1986), Xôn xao rừng quế (1990), Huyền thoại núi Hồng (1998), Đi tìm rốn mỏ (2002), Trăng soi nổi oán (2002). Ở hội diễn Sân khấu chuyên nghiệp toàn quốc năm 1985, đợt 4, vở Mai Thúc Loan của ông được đánh giá cao và đoàn kịch hát dân ca Nghệ Tĩnh cùng 2 nghệ sĩ Vũ Thị Minh - Danh Cách được tặng Huy chương Vàng. Có thể nói Cô Tám, Mai Thúc Loan, Xôn xao rừng quế là ba tác phẩm tiêu biểu đã đưa ông lên vị trí tác giả kịch bản chững chạc của cả nước.
Ông đã được nhận Huy chương Vì sự nghiệp Văn hoá, Huy chương Vì sự nghiệp Văn học Nghệ thuật Việt Nam, Huân chương Chiến thắng hạng Ba, Huân chương Kháng chiến chống Mỹ hạng Nhất.
Năm 2012, ông được truy tặng Giải thưởng Nhà nước về văn học nghệ thuật với “ Tập ca kịch chọn lọc”.

## Tác phẩm
Kịch bản sân khấu:
- Nối lại đường tơ (1960)
- Cô thủ kho (1966)
- Bóng đa đầu làng (1967)
- Bên công sự (1975)
- Gói quà (1979)
- Chuông đồng hồ báo thức (1984)
- Mai Thúc Loan (1985)
- Khúc hát rừng thông (1986)
- Xôn xao rừng quế (1990)
- Huyền thoại núi Hồng
- Theo bóng nghĩa kỳ
- Bóng ma lùi dần
- Mẹ con cô thủ kho
- Chiếc cày ông Tư
- Trận địa mới
- Gái Núi Nài...

Sách:
- Tập ca kịch chọn lọc

## Đời tư
Ông có 5 người con, thì 2 người mất lúc nhỏ hoặc lúc còn trẻ. Nhà giáo Phan Thư Hạnh, con gái đầu, nguyên Trưởng khoa âm nhạc ở Trường Văn hóa Nghệ thuật Bình Định; con gái là Phan Thư Hiền từng là Phó Giám đốc Sở Văn hóa Hà Tĩnh, rồi trở thành một nhà nghiên cứu văn học dân gian địa phương, tác giả sân khấu, có nhiều kịch ngắn được dàn dựng, biểu diễn, hội viên Hội Nghệ sĩ Sân khấu Việt Nam; con trai Phan Trung Hiếu, là Hội viên Hội Nhà văn Việt Nam, có mấy khóa là Chủ tịch Hội Văn nghệ Hà Tĩnh.

## Giải thưởng
- Huy chương vàng Hội diễn Sân khấu chuyên nghiệp toàn quốc (1985, 1990)
- Tặng thưởng tác giả cao tuổi của Ủy ban toàn quốc liên hiệp các Hội Văn học Nghệ thuật Việt Nam (1999)
- Giải thưởng Văn học Nghệ thuật Nguyễn Du (lần 1 và lần 2)

## Khen thưởng
- Huân chương Chiến thắng hạng Ba
- Huân chương Kháng chiến chống Mỹ hạng Nhất

## Vinh danh
- Giải thưởng Nhà nước về Văn học Nghệ thuật (2012)